# Navanethem Pillay

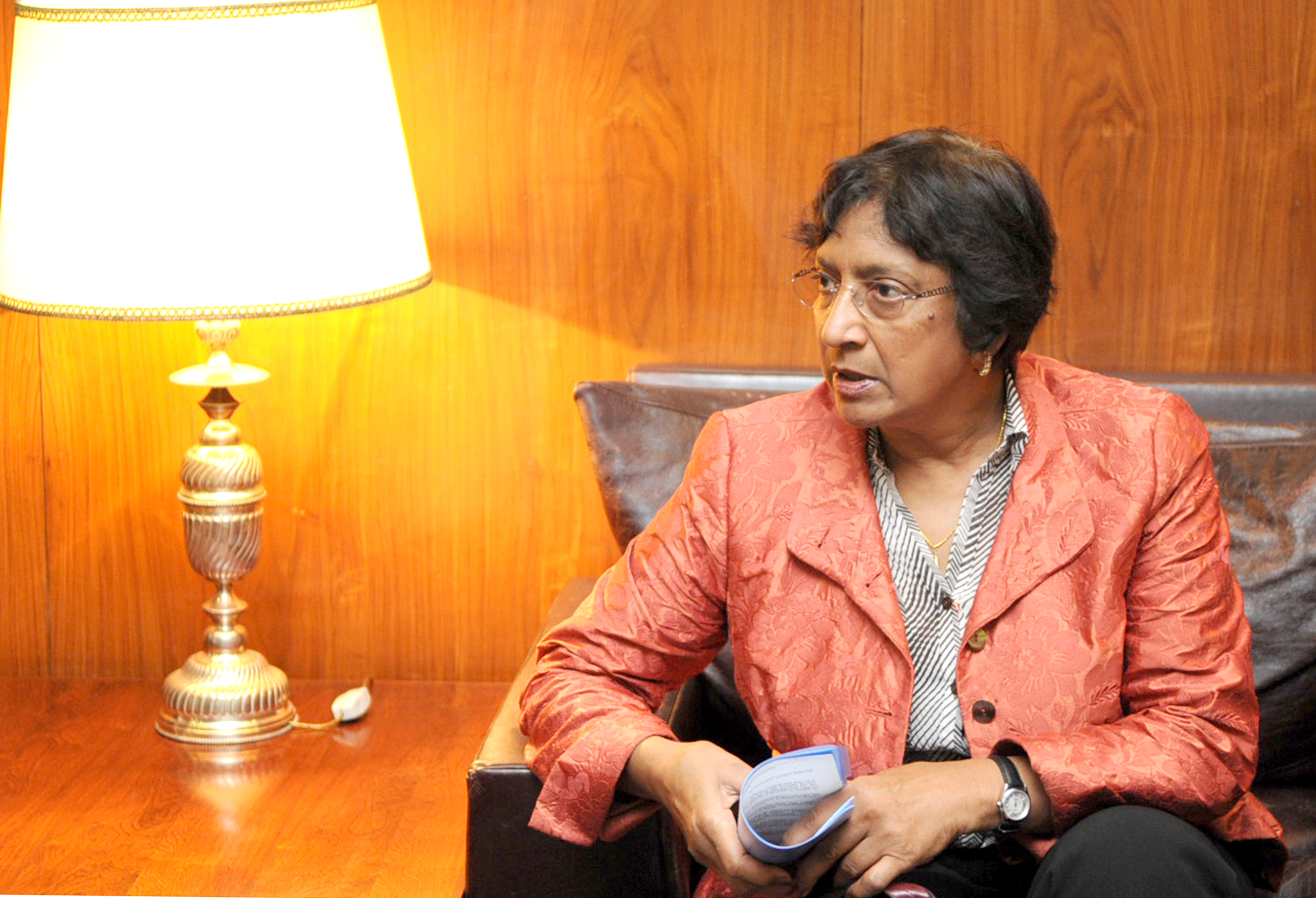
Navanethem Pillay (2009)

Navanethem Pillay (* 23. September 1941 in Durban) ist eine südafrikanische Juristin. Von 2003 bis 2008 war sie Richterin am Internationalen Strafgerichtshof in Den Haag. 2008 bis 2014 amtierte sie als Hohe Kommissarin der Vereinten Nationen für Menschenrechte. Sie ist Ad-hoc-Richterin am Internationalen Gerichtshof in der Rechtssache Gambia gegen Myanmar.

## Leben

### Familie
Navanethem Pillay, genannt „Navi“ Pillay, stammt aus einem tamilischen Elternhaus, das zur südafrikanischen Minderheitsgruppe der Indischstämmigen gehörte. Ihre aus Indien eingewanderten Großeltern kamen als Kontraktarbeiter für eine Zuckerrohrplantage. Ihr Vater war Busfahrer und ihre Mutter Hausfrau. Die in Südafrika geborenen Eltern wohnten mit den insgesamt vier Töchtern in Clairwood, einem armen Stadtviertel unweit des Hafens von Durban, das zur damaligen Zeit aufgrund der Rassentrennungspolitik Südafrikas (Apartheid) den Angehörigen der asiatischstämmigen Minderheiten zugewiesen war. Untypisch für die damalige Zeit förderten die Eltern die Entwicklung ihrer Kinder für den späteren Berufsweg als Juristen und Schulleiter. Pillay ist heute verwitwet und hat zwei Töchter.

### Erstes Studium in Südafrika
Pillay studierte zunächst Recht an der Law School der Universität von Natal, jedoch in einem nach rassistischen Motiven gesonderten Gebäudekomplex, einem Kartoffellagerhaus, fernab des Durbaner Hauptcampus der Universität im Howard College. Sie traf dabei auf Studienbedingungen von unterdurchschnittlichem Niveau. Einen für Lehrbücher vorgesehenen Geldbetrag hatte sie von der South African Jewish Women’s Union als Belohnung für einen Schulaufsatz im Alter von 15 Jahren erhalten, in dem sie die seinerzeit außergewöhnliche Meinung vertrat, dass es die Aufgabe der Frauen in Südafrika sei, den Kindern auch eine richtige Einstellung zu Menschenrechten zu vermitteln. Ihre Schülerarbeit fand Aufmerksamkeit in der regionalen Presse. Die als begabt erkannte Schülerin erlangte ihr Startkapital zum Studium durch eine Sammelaktion an ihrer Schule in Clairwood, das durch weitere Zuwendungen vom City Council in Durban und mit einem Stipendium der Universität zum Gebührenerlass ergänzt wurde. Ihre Universität zählte zu den drei Open Universities in Südafrika, an denen Nichteuropäer für ein Studium zugelassen werden konnten; doch die damalige Rechtslage schränkte diese Möglichkeit ein. Durch den Separate Universities Act von 1959 war sie gezwungen, ihren LL.B.-Studiengang am University College for Indians auf dem Marinestützpunkt Salisbury Island im Hafengebiet fortzusetzen. Der Verwaltungschef ihrer Universität äußerte gegen ihren erwünschten Juraabschluss Bedenken, weil es im damaligen Südafrika untersagt war, dass eine nichtweiße Anwältin Anweisungen an weiße Angestellte gab, und sie daher später keine Aufnahme in die Anwaltskammer finden würde. Viele angefragte Anwaltskanzleien sagten ihr ab.
In der Universitätsbibliothek las sie auch Niederschriften der Nürnberger Prozesse nach dem Ende des „Dritten Reiches“. Das in den dortigen Anklagen angewandte Prinzip, nicht ein Kollektiv, sondern den Einzelnen für Kriegsverbrechen und Verbrechen gegen die Menschlichkeit verantwortlich zu machen, übernahm sie in ihrer späteren Tätigkeit. Das Studium schloss sie mit dem Bachelor of Arts und Bachelor of Law (LL.B.) ab.

### Rechtsanwältin während der Apartheid
1967 eröffnete Pillay als erste nichtweiße Frau in der Provinz Natal eine eigene Kanzlei als Rechtsanwältin, weil sie aufgrund ihrer Hautfarbe keine Anstellung in einem Anwaltsbüro bekam. Zu dieser Zeit war die Justiz von Weißen, vor allem Männern, dominiert. Unter anderem durften damals nichtweiße Anwälte kein Richterzimmer betreten; daher blieb auch ihr die Richterlaufbahn 28 Jahre lang verwehrt.

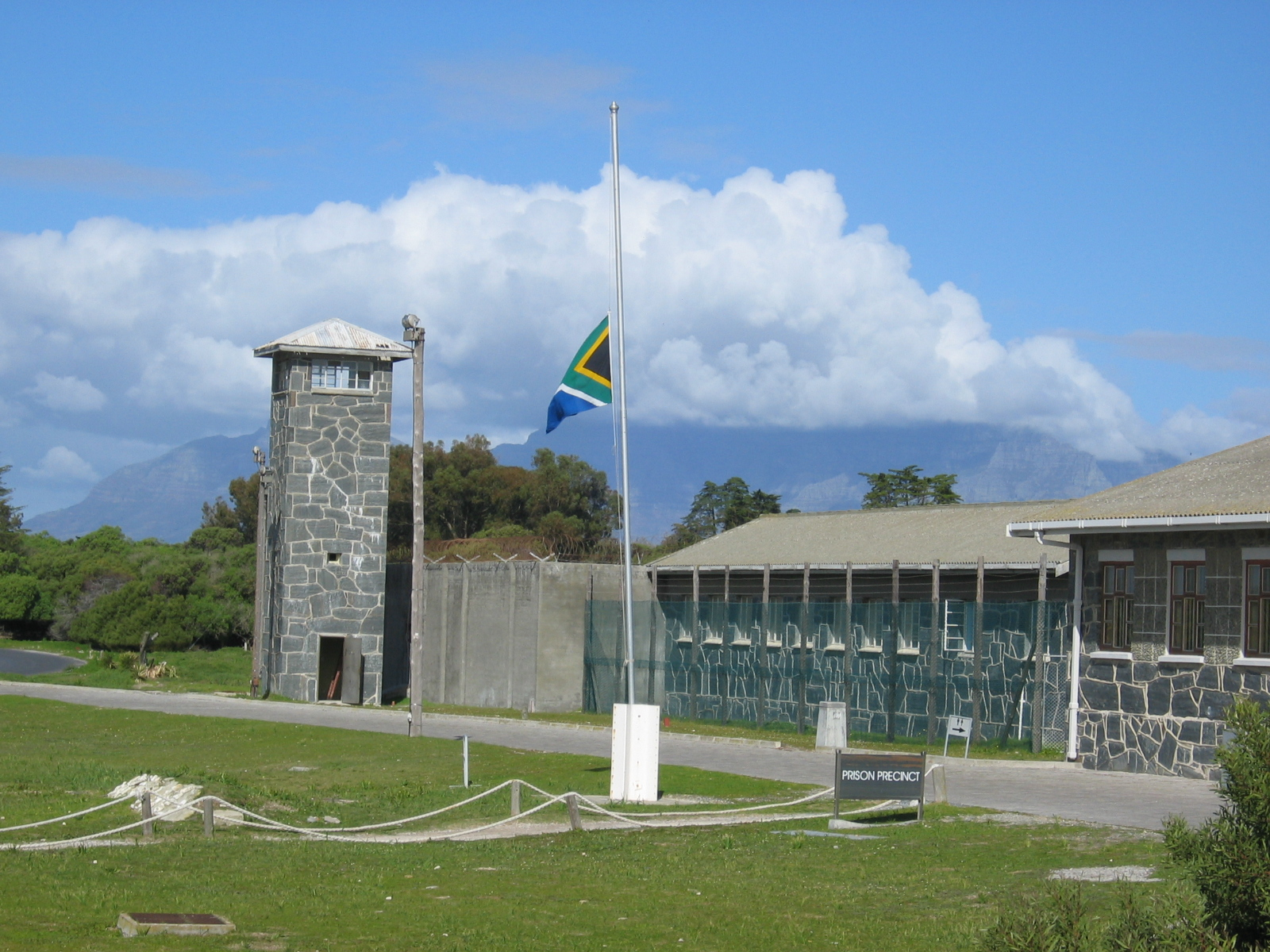
Die Strafanstalt von Robben Island

Pillay war Strafverteidigerin vieler Opfer der Rassentrennung und Aktivisten der Anti-Apartheid-Bewegung – darunter ihres eigenen Mannes, der fünf Monate in Isolationshaft gehalten wurde – sowie von Gewerkschaftern und Frauenrechtlerinnen. Pillay war Verteidigerin in einer Reihe von Präzedenzprozessen zu den Auswirkungen von Isolationshaft (sie argumentierte, dass die angewandte Isolationshaft sich negativ auf die Zuverlässigkeit von Zeugenaussagen auswirke), dem Recht politischer Häftlinge auf einen fairen Prozess (sie bemängelte rechtswidrige Methoden der Befragung) und zur innerfamiliären Gewalt. 1973 hatte eine Appellation von ihr gegen den Leiter der Strafanstalt von Robben Island Erfolg, die den politischen Gefangenen – darunter Nelson Mandela – Zugang zu Anwälten ermöglichte.
Wie Erzbischof Desmond Tutu und andere Menschenrechtsaktivisten kam sie aufgrund ihres Engagements als staatsgefährdend auf eine Liste der Sicherheitsbehörden. Jahrelang wurde Pillay aufgrund ihres Einsatzes der Reisepass entzogen.

### Harvard-Studium und Richterin am Obersten Gerichtshof Südafrikas
Ende der 1970er Jahre wurde sie sich der Tatsache bewusst, dass ihre Ausbildung unter der Apartheid ein Karrierehindernis bedeutete, weil sie in Südafrika kein Wissen über wesentliche Teile des Rechtsgebietes Völkerrecht bekam. Eine Wende in ihrer Berufslaufbahn zeichnete sich ab, als Pillay für ein Graduiertenprogramm an der Harvard Law School in den USA zugelassen wurde, wo sie 1982 einen Master-Abschluss erreichte und anschließend 1988 – als erste nichtweiße Südafrikanerin – den Doktor der Rechte (Doctor of Juridical Science). Ihre Doktorarbeit schrieb sie über die Schwierigkeiten, Gerechtigkeit zu erreichen, wenn in einem Staat Recht als Instrument der Politik missbraucht wird.

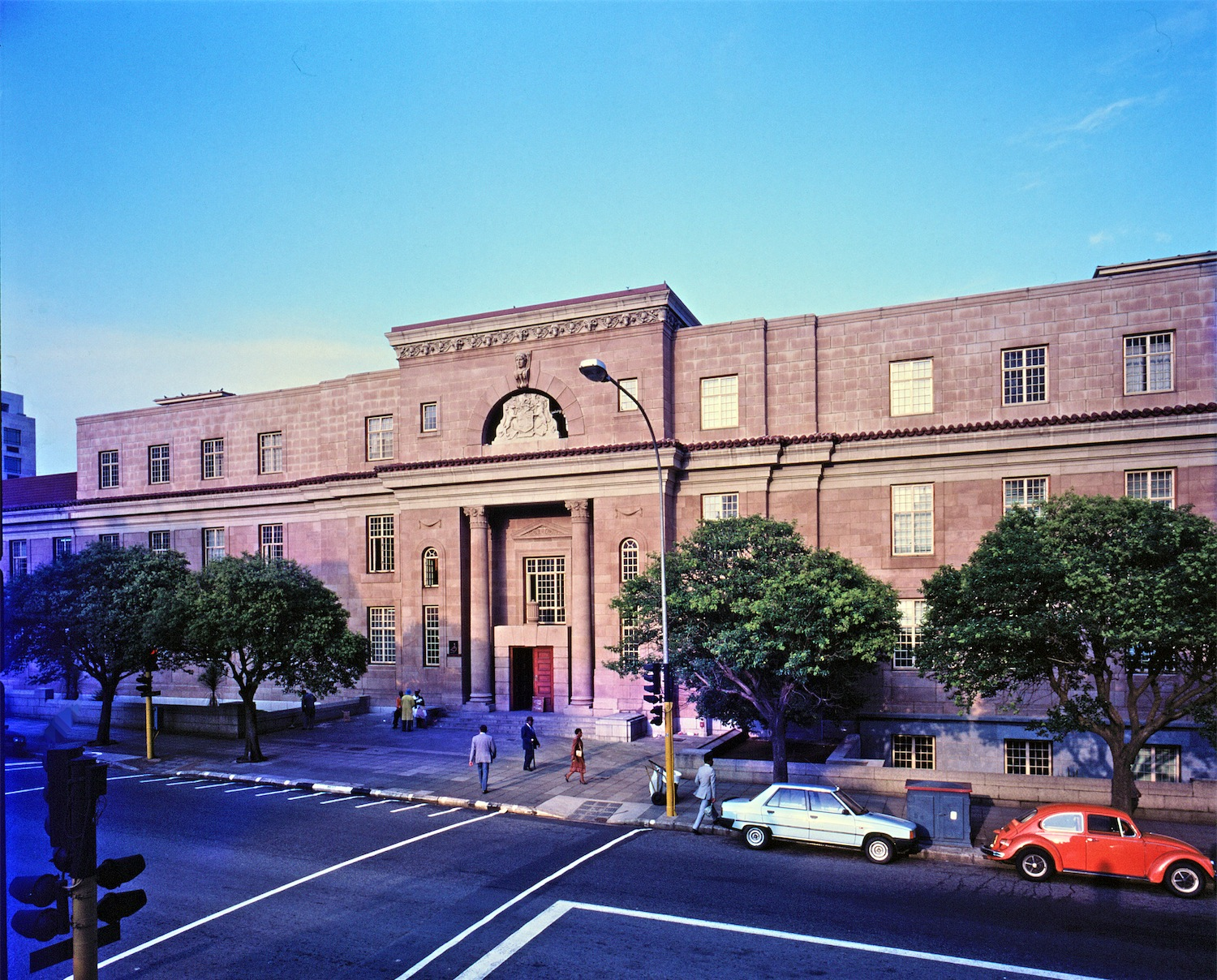
Der Südafrikanische Supreme Court in Johannesburg.

Dieser Abschluss an der Elite-Universität Harvard ermöglichte ihr eine Rückkehr nach Südafrika mit größerem Prestige in der Justiz. In den 1980er Jahren (ab 1980) hatte Pillay einen Lehrauftrag an der Universität von KwaZulu-Natal inne. 1992 gehörte sie gemeinsam mit der US-Amerikanerin Jessica Neuwirth zu den Mitgründerinnen der internationalen Frauenrechtsorganisation Equality Now (etwa „Gleichberechtigung jetzt“), wo sie sich für die Verankerung von Freiheits- und Bürgerrechten in der künftigen Verfassung Südafrikas einsetzte; von 1992 bis 1995 war sie Vorstand der Organisation. 1995, also bereits kurz nach dem Ende der Rassentrennung, wurde Pillay als erste Nichtweiße und erste Frau zur Richterin am Obersten Gerichtshof (Supreme Court) Südafrikas ernannt.
Darüber hinaus agierte sie zwischen 1995 und 1998 in weiteren öffentlichen Funktionen: als Treuhänderin des Legal Resources Centre (einer Nichtregierungsorganisation für Rechtshilfe) und als Vizepräsidentin der University of Durban-Westville (Teil der heutigen Universität von KwaZulu-Natal). Außerdem half sie – im Rahmen der 1995 von Präsident Nelson Mandela initiierten National Economic Initiative, heute National Business Initiative – mit, zur wirtschaftlichen Förderung von Frauen 1996 das Unternehmen Nozala Investments zu gründen, eine regionale Partnerorganisation des WBCSD.

### Richterin am Internationalen Strafgerichtshof für Ruanda

Logo des Internationalen Strafgerichtshof für Ruanda

Logo des Internationalen Strafgerichtshof

Wenige Monate später (noch 1995) wurde sie – auch hier als erste und damals einzige Frau – als Richterin der Anklageabteilung an den zur Aufarbeitung des Völkermords von 1994 neu eingerichteten Internationalen Strafgerichtshof für Ruanda (ICTR) mit Sitz in Arusha (Tansania) abgeordnet. Zu den unter ihrer wesentlichen Mitwirkung gefällten Entscheidungen des Ruanda-Tribunals zählen drei für das Völkerstrafrecht wegweisende Urteile:
- Jean-Paul Akayesu, Bürgermeister der ruandischen Gemeinde Taba, wurde – als erste jemals von einem internationalen Strafgericht verurteilte Person – des Völkermords schuldig gesprochen (Details siehe unter: Akayesu-Urteil). Die Bedeutung des Urteilsspruches liegt darin, dass er die weltweit erste Verurteilung wegen Völkermord – auf der Basis einer 1948 beschlossenen UN-Konvention – darstellt und erstmals Vergewaltigungen während kriegerischer Auseinandersetzungen als ein Verbrechen gegen die Menschlichkeit und Kriegswaffe anerkennt, die – sofern sie systematisch mit dem Ziel der Auslöschung einer bestimmten Bevölkerungsgruppe angewandt werden – darüber hinaus auch als Völkermordhandlungen einzustufen sind.
- Jean Kambanda, der ehemalige Premierminister von Ruanda, wurde – als erster Chef einer Regierung überhaupt – des Völkermords für schuldig befunden.
- Drei Ruander wurden verurteilt, weil sie die Massenmedien benutzten, um zum Völkermord anzustacheln. In diesem Fall wurde zum ersten Mal die Rolle der Medien bei Hetze und Aufstachelung zu Gewalt abgeurteilt.[1]

1999 wurde sie Präsidentin des Gerichtshofes. Sie übte dieses Amt bis 2003 aus. Ihr Nachfolger wurde der Norweger Erik Møse.

### Richterin am Internationalen Strafgerichtshof in Den Haag
Im Jahr 2003 wurde Pillay auf Vorschlag der afrikanischen Staatengruppe von den Vertragsstaaten des Rom-Statuts für eine sechsjährige Amtsperiode zur Richterin der Berufungskammer am Internationalen Strafgerichtshof in Den Haag gewählt. Ihre Ernennung ist insofern bemerkenswert, als vor diesem Gericht bis dahin nur Fälle aus Afrika behandelt wurden.

### Hohe Kommissarin der Vereinten Nationen für Menschenrechte

Logo des UN-Hochkommissars für Menschenrechte

Im Juli 2008 wurde sie von UN-Generalsekretär Ban Ki Moon für die Position der Hohen Kommissarin der Vereinten Nationen für Menschenrechte (UNHCHR) vorgeschlagen und am 28. Juli ihre Ernennung von der UN-Generalversammlung einstimmig bestätigt. Ihr Amtsantritt erfolgte am 1. September 2008. Sie ist Nachfolgerin der Kanadierin Louise Arbour, die nach Ablauf ihrer Amtszeit Ende Juni 2008 nicht erneut zur Verfügung stand, sodass das Amt einige Monate vakant blieb.
Im Vorfeld der Ernennung von Pillay gab es nach Angaben von UN-Diplomaten Vorbehalte vor allem aus den USA. Kritisiert wurde unter anderem Pillays Einsatz für das Recht auf Abtreibung, zudem gab es Befürchtungen, sie werde aufgrund ihrer Herkunft die von den USA abgelehnte Politik des südafrikanischen Präsidenten Thabo Mbeki gegenüber Simbabwe unterstützen. Auch einige Menschenrechtsorganisationen, wie z. B. UN Watch, äußerten in dem letzteren Punkt zunächst Bedenken. Sie waren skeptisch, ob Pillay so offensiv wie ihre Vorgängerin auftreten und intensiv genug gegen schwere Menschenrechtsverletzungen tätig würde.
Anfang Dezember 2010 warf der chinesische Dissident Yang Jianli ihr vor, dem Druck Chinas nachgegeben zu haben, als sie ihre Teilnahme an der Verleihung des Friedensnobelpreises an Liu Xiaobo wegen Terminproblemen absagte.
Im Jahr 2011 saß Pillay in einer Jury bestehend aus renommierten Persönlichkeiten, die an der Auswahl des universellen Logos für Menschenrechte beteiligt waren.

2014 stellte sie ihren Bericht zur Privatsphäre im digitalen Zeitalter vor und kritisierte, dass staatliche Massenüberwachung die Menschenrechte verletzt.

#### Konflikt Israel Gaza
Angesichts der Kämpfe um die Tunnel der Hamas während der militärischen Offensive Israels in Gaza vom 8. Juli bis zum 26. August 2014 sah Pillay „Anzeichen für Kriegsverbrechen durch die israelische Armee“. Da u. a. bei einem israelischen Angriff auf den Hafen von Gaza spielende Kinder getötet wurden und zivile Häuser angegriffen worden seien, sei es „sehr wahrscheinlich, dass das Völkerrecht verletzt werde“. Pillay verurteilte gleichermaßen, dass die Hamas „wahllos Raketen und Mörsergranaten auf israelische Siedlungen abfeuere“.
Pillay leitet die 2021 eingerichtete Ständige Faktfindungsmission der Vereinten Nationen zum Israel-Palästina-Konflikt. In einem im Juni 2024 veröffentlichten Bericht zum Terrorangriff der Hamas auf Israel 2023 stellt die Kommission fest, dass sowohl die Hamas als auch Israel Kriegsverbrechen begangen haben und dass Israels Vorgehen darüber hinaus Verbrechen gegen die Menschlichkeit darstellt.

## Veröffentlichungen
- Law and economic change in Africa: change through trade unions in South Africa, Harvard Law School, 1982
- B. Muna, N. Pillay, T. Rudasingwa: The Rwanda Tribunal and its Relationship to National Trials in Rwanda. American University International Law Review, 13, S. 1469ff., 1997
- The accountability of those in leadership for human rights violations – the experience of the ICTR. Dublin: Trinity College School of Law, 2000
- International criminal tribunals as a deterrent to displacement, In: A.F. Bayefski, J. Fitzpatrick (Hrsg.): Human Rights and Forced Displacement, Kluwer Law International, Martinus Nijhoff Publishers, 2000, S. 262–266, ISBN 90-411-1518-8
- Sexual Violence in Times of Conflict: The Jurisprudence of the International Criminal Tribunal for Rwanda. In: Simon Chesterman, International Peace Academy (Hrsg.): Civilians in war. S. 165ff., Lynne Rienner Publishers, Boulder, Colorado (USA) 2001, ISBN 1-55587-965-9
- The rule of international humanitarian jurisprudence in redressing crimes of sexual violence. In: Man's inhumanity to man. The Hague [u. a.]: Kluwer Law International, 2003, S. 685–692, ISBN 90-411-1986-8
- BORN FREE AND EQUAL – Sexual orientation and gender identity in international human rights law (PDF; 1,7 MB), OHCHR, 2012
- The right to privacy in the digital age. Report of the Office of the United Nations High Commissioner for Human Rights. 2014 (englisch, ohchr.org [PDF]).

## Mitgliedschaften
Pillay wurde Mitglied und war in leitenden Funktionen bei zahlreichen Organisationen, darunter der Vereinigung Schwarzer Rechtsanwälte (Black Lawyers Association), der Women’s National Coalition (südafrikanische Frauenorganisation), der Women Lawyers Association (Rechtsanwältinnenvereinigung), des Advice desk for Abused Women (Beratungsstelle für vergewaltigte Frauen) und der Lawyers for Human Rights (Rechtsanwälte für Menschenrechte).

## Ehrungen
- 2003 erhielt sie aufgrund ihres Einsatzes für die Menschen- und besonders Frauenrechte als erste Preisträgerin den Women’s Rights Prize der US-amerikanischen Peter and Patricia Gruber Foundation, dessen Beirat sie heute selbst angehört.
- Im gleichen Jahr wurde sie zum Ehrenmitglied der Amerikanischen Gesellschaft für internationales Recht ernannt.
- 2005 bekam sie einen Ehrendoktor (LLD) der südafrikanischen Rhodes University
- Im Juni 2007 verlieh ihr die britische University of Durham einen Ehrendoktor des Zivilrechts.
- Weitere Ehrungen erhielt sie von der International Bar Association (Internationale Rechtsanwaltsvereinigung) und der National Bar Association.
- Am 9. Juni 2016: Ehrendoktorat Erasmus-Universität Rotterdam (Niederlande)[10]
- 2020 wurde Pillay mit dem Großen Bundesverdienstkreuz ausgezeichnet.[11]
- 2020 wurde ihr die Otto-Hahn-Friedensmedaille zuerkannt. Die am 20. September 2022 vorgesehene Verleihung (vorgesehener Laudator Albrecht von Lucke) wurde vom Berliner Senat abgesagt, nachdem sich heftiger Protest von Politikern und jüdischen Organisationen geregt hatte und ihr israelbezogener Antisemitismus vorgeworfen worden war.[12][13]